# Toshihiko Seko
Toshihiko Seko (瀬古利彦, Seko Toshihiko, né le 15 juillet 1956 à Kuwana) est un coureur de fond japonais, un compétiteur de niveau international dans les années 1980. Il représenta le Japon aux Jeux olympiques d'été de 1984 à Los Angeles et à ceux de 1988 à Séoul.
Le 22 mars 1981, Seko obtint les records du monde du 25 000 m (en 1 h 13 min 55 s 8) et du 30 000 m (en 1 h 29 min 18 s 8). Ces deux records sont battus par Moses Mosop le 4 juin 2011.

## Résultats
| Date | Compétition                     | Lieu                    | Résultat | Épreuve  | Performance     |
| ---- | ------------------------------- | ----------------------- | -------- | -------- | --------------- |
| 1978 | Marathon de Fukuoka             | Préfecture de Fukuoka   | 1e       | Marathon | 2 h 10 min 21 s |
| 1979 | Marathon de Fukuoka             | Préfecture de Fukuoka   | 1e       | Marathon | 2 h 10 min 35 s |
| 1980 | Marathon de Fukuoka             | Préfecture de Fukuoka   | 1e       | Marathon | 2 h 09 min 45 s |
| 1981 | Marathon de Boston              | Boston, États-Unis      | 1e       | Marathon | 2 h 09 min 26 s |
| 1983 | Marathon International de Tokyo | Tokyo Japon             | 1e       | Marathon | 2 h 08 min 38 s |
| 1983 | Marathon de Fukuoka             | Préfecture de Fukuoka   | 1e       | Marathon | 2 h 08 min 52 s |
| 1984 | Jeux Olympiques                 | Los Angeles, États-Unis | 14e      | Marathon | 2 h 14 min 13 s |
| 1986 | Marathon de Londres             | Londres, Royaume-Uni    | 1e       | Marathon | 2 h 10 min 02 s |
| 1986 | Marathon de Chicago             | Chicago, États-Unis     | 1e       | Marathon | 2 h 08 min 27 s |
| 1987 | Marathon de Boston              | Boston, États-Unis      | 1e       | Marathon | 2 h 11 min 50 s |
| 1988 | Marathon du lac Biwa            | Ōtsu, Japon             | 1e       | Marathon | 2 h 12 min 41 s |
| 1988 | Jeux Olympiques                 | Séoul, Corée du sud     | 9e       | Marathon | 2 h 13 min 41 s |